# Samraong
Samraong ( Língua khmer: ក្រុងកោះកុង) é uma cidade no noroeste do Camboja, sendo capital da província de Oddar Mean Cheay. De acordo com o Censo de 2008, a população da cidade é estimada em 18 694 habitantes.